# IC 2829
IC 2829 је спирална галаксија у сазвјежђу Лав која се налази на листи објеката дубоког неба у Индекс каталогу.
Деклинација објекта је + 10° 19' 22" а ректасцензија 11h 27m 14,9s. Привидна величина (магнитуда) објекта IC 2829 износи 14,3 а фотографска магнитуда 15,1. IC 2829 је још познат и под ознакама CGCG 67-79, NPM1G +10.0260, PGC 35226.